# Train de vie - Un treno per vivere
Train de vie - Un treno per vivere (Train de vie) è un film del 1998 diretto da Radu Mihăileanu.
Pellicola tragicomica che narra del piano architettato dagli abitanti di un piccolo villaggio dell'Europa dell'Est per sfuggire all'Olocausto.

## Trama
1941. In uno shtetl, un villaggio ebraico dell'Europa dell'Est, il matto del villaggio Shlomo allerta i suoi compaesani di aver avuto una visione in cui gli Ebrei nei territori circostanti venivano prelevati a forza dai militari nazisti. Nella tradizione ebraica le visioni degli schnorrer sono prese in considerazione e il consiglio degli anziani propone la fuga dell'intero villaggio in Palestina transitando per l'Unione Sovietica tramite un finto treno di deportati. Gli abitanti si dividono i ruoli, con degli Ebrei in grado di parlare la lingua tedesca senza l'accento yiddish, travestiti da militari nazisti e gli altri ad impersonare i deportati, completando il convoglio con un vecchio treno, assemblato con rotabili acquistati al momento, in modo da apparire realistico, con tanto di vagoni piombati e vagoni-letto per i finti aguzzini.
Durante il viaggio iniziano a sorgere problemi con dissidi di natura religiosa ed ideologica tra i viaggiatori, perfettamente calati nelle parti dei prigionieri e degli aguzzini, risolto a volte dalla filosofia spicciola dello schnorrer. Il treno prosegue la corsa tra autorità sospettose e forze militari allertate, evitando il peggio tramite qualche espediente divertente. Il gruppo viene raggiunto improvvisamente da quella che sembra una colonna motorizzata nazista, per svelarsi una carovana di persone romaní, anche esse travestite. Schlomo termina il racconto, parlando del raggiungimento del confine sovietico e l'esodo in Palestina ma ben presto si scopre essere il frutto della sua immaginazione, trovandosi detenuto in un lager dove narra questa storia fantastica agli altri sventurati.

## Produzione
Il regista aveva proposto all'attore italiano Roberto Benigni il ruolo di protagonista, rinunciando nonostante il parere positivo perché impegnato nella realizzazione de La vita è bella.

### Riprese
Il film è stato girato a Bucarest, in Romania.

## Riconoscimenti
- 1999 - Premio César
  - Candidatura per la Migliore sceneggiatura a Radu Mihăileanu
  - Candidatura per la Miglior promessa maschile a Lionel Abelanski
- 1998 - Festival di Venezia
  - Premio Anicaflash a Radu Mihăileanu
  - Premio FIPRESCI a Radu Mihăileanu
- 1999 - David di Donatello
  - Miglior film straniero a Radu Mihăileanu
- 2000 - Las Vegas Film Critics Society Award
  - Candidatura Miglior film straniero
- 1998 - São Paulo International Film Festival
  - Miglior film a Radu Mihăileanu
- 1998 - Cottbus Film Festival of Young East European Cinema
  - Audience Award a Radu Mihăileanu
- 1999 - Hamptons International Film Festival
  - Miglior film a Radu Mihăileanu
- 1999 - Miami Film Festival
  - Audience Award a Radu Mihăileanu
- 1999 - Sundance Film Festival
  - Miglior film a Radu Mihăileanu

## Curiosità
Alla premiazione per il David di Donatello, il regista Mihăileanu - che parla un buon Italiano - ha recato scherzosamente un proprio trofeo per la Giuria della manifestazione.